# Ögonblicksteatern
Ögonblicksteatern bildades 1974 i Umeå av personer från Umeå Shakespearesällskap – bland andra Magnus Florin och Karin Larsson – och är en av Sveriges äldsta fria teatergrupper. Tanken var att teatern bara skulle finnas till för en föreställning, i ett ögonblick. Nu blev det inte så och idag är Ögonblicksteatern väl etablerad.